# Селищенское сельское поселение (Костромская область)
Сели́щенское се́льское поселе́ние — муниципальное образование в Кадыйском районе Костромской области.
Административный центр — деревня Селище

## История
Селищенское сельское поселение образовано 30 декабря 2004 года в соответствии с Законом Костромской области № 237-ЗКО, установлены статус и границы муниципального образования.

## Население
| 2008 | 2010 | 2012 | 2013 | 2014 | 2015 | 2016 |
| ---- | ---- | ---- | ---- | ---- | ---- | ---- |
| 452  | ↘394 | ↘369 | ↘349 | ↘338 | ↘325 | ↘312 |
| 2017 | 2018 | 2019 | 2020 | 2021 |      |      |
| ↘281 | ↘271 | ↘250 | ↘241 | ↘202 |      |      |

## Состав сельского поселения
| № | Населённый пункт | Тип населённого пункта          | Население |
| - | ---------------- | ------------------------------- | --------- |
| 1 | Жуково           | деревня                         | ↗80       |
| 2 | Марьино          | деревня                         | ↗159      |
| 3 | Михеево          | деревня                         | ↗22       |
| 4 | Селище           | деревня, административный центр | ↗142      |
| 5 | Середники        | деревня                         | ↘39       |
| 6 | Тренино          | деревня                         | ↘3        |